# Lethe cevanna
Lethe cevanna är en fjärilsart som beskrevs av Hans Fruhstorfer 1911. Lethe cevanna ingår i släktet Lethe och familjen praktfjärilar. Inga underarter finns listade i Catalogue of Life.